# Lusitânia
Lusitânia (em latim: Lusitania) foi o nome atribuído na Antiguidade ao território oeste da Península Ibérica, parte do qual onde viviam os povos lusitanos desde o Neolítico. Porém, após  a conquista romana, aquando da cisão da Hispânia Ulterior, o termo passou a designar uma nova província romana. Essa nova província abrangia, além do território dos lusitanos, também as terras vizinhas, e teve designada pelos romanos como a sua capital Emerita Augusta (atual Mérida), justamente uma das áreas não-lusitanas da província.
A Lusitânia romana incluía aproximadamente todo o atual território português a sul do rio Douro, mais a Estremadura espanhola e parte da província de Salamanca. Tornou-se uma província romana a partir de 29 a.C. até ao fim do vínculo com Roma e entrega aos Alanos em 411.

## Lusitânia pré-romana

Mapa etnográfico e linguístico da Península Ibérica cerca de

A primeira referência à Lusitânia foi feita nas Histórias de Políbio. O historiador e geógrafo grego Estrabão (aprox. 63 a.C. – 24 d.C.) descreveu a Lusitânia pré-romana, numa primeira análise, desde o Tejo à costa cantábrica, tendo a ocidente o Atlântico e a Oriente as terras de tribos célticas. A Lusitânia pré-romana é referido como o período até 29 a.C. quando foi criada por Augusto a província Lusitânia, o limite ao norte passou a ser o rio Douro e ao sul ultrapassou o Tejo, anexando a Estremadura espanhola, Alentejo e Algarve; e a oriente ocupou parte das terras dos célticos.
Óxtracas, maior cidade dos lusitanos, segundo Apiano, foi destruída em 152 a.C. Apesar das fronteiras da Lusitânia não coincidirem perfeitamente com as de Portugal de hoje, os povos que habitaram aquela região são uma das bases etnológicas dos portugueses do centro e sul. Desde épocas remotas esta faixa territorial foi ocupada pelo ser humano. Dos tempos pré-históricos restam vestígios como as grutas naturais e artificiais no Estoril, Cascais, Peniche, Palmela Escoural ou também a cova chamada "Cuna de Viriato" em Valência de Alcântara ou de Maltravieso em Cáceres (Estremadura espanhola). A cova de Escoural foi descoberta acidentalmente por uma detonação de uma pedreira e estudada de imediato pelo Dr. Farinha dos Santos que encontrou intactos os restos mortais dos ocupantes deste refúgio, abrigo e jazida funerária; outras jazidas com restos do paleolítico e neolítico são os conceiros do vale do Tejo e Sado, em Muge, da ribeira de Magos, dos arredores da Figueira. Mas principalmente a cultura megalítica, com os dólmens, monumentos de falsas cúpulas de Alcalar no Algarve, que teve no território português um dos seus maiores focos de expansão junto com o oeste estremenho (a célebre "ruta de los dolmenes" da Estremadura), constitui um testemunho, que desde épocas longínquas este território foi um «habitat» privilegiado.
Supõe-se que o Périplo de um navegador massaliota, efetuado por volta de 520 a.C., que descreve a sua viagem marítima ao longo das costas da Península, tenha sido aproveitado por Avieno, escritor do século IV, para compor a Ode Marítima. No seu poema, Avieno refere-se aos "Lucis", que seria considerada, por alguns autores, a mais antiga menção aos lusitanos neste território. Além deles foram referidos os Estrímnios, os Draganos, e a sul, na atual região do Algarve, os cinetes ou cónios.
Muitos dos povos antigos que entraram na Península Ibérica deixaram no território da Lusitânia vestígios bem marcados dos contatos comerciais e de influência cultural. Ficariam perfeitamente acentuados e reveladores de uma assimilação mais profunda os vestígios da ocupação romana, a que se seguiriam as ocupações dos visigodos e dos árabes. Alguns historiadores antigos referem-se ao ouro da Lusitânia, riqueza que como a prata é hoje testemunhada pela frequência dos achados em Portugal, de numerosas joias típicas fabricadas com esses metais — colares, braceletes, pulseiras, arrecadas etc. O cobre, em abundância, extraía-se das minas do Sul. O chumbo encontrava-se, segundo Plínio, o Velho, na cidade lusitana de Medúbriga Plumbária,  que da abundância local daquele minério teria recebido o nome.
Os lusitanos, normalmente considerados antepassados dos portugueses do centro e sul do país e dos estremenhos, foram um povo celtibérico que viveu na parte ocidental da Península Ibérica. Inicialmente, uma única tribo que vivia entre os rios Douro e Tejo ou Tejo e Guadiana. Ao norte do Douro limitavam com os galaicos e ástures — que constituem a maior parte dos habitantes do norte de Portugal, depois integrados na província romana de Galécia, a sul com os Béticos e a oeste com os celtiberos na área mais central da Hispânia Tarraconense. A figura mais notável entre os lusitanos foi Viriato, o mais destacado dos seus líderes no combate aos romanos.

## Guerra com Roma e a resistência lusitana

1ª Divisão provincial da Hispânia,

2ª Divisão provincial da Hispânia, de Augusto,

3.ª Divisão provincial da Hispânia, de Diocleciano,

A invasão romana da Península Ibérica iniciou-se no contexto da Segunda Guerra Púnica (218–201 a.C.), quando as legiões romanas, sob o comando do cônsul Cipião, para ali se movimentaram, a fim de atacar pela retaguarda os domínios de Cartago na região. A estratégia visava enfraquecer as forças cartaginesas, afastando os seus exércitos da península Itálica. Contudo, a derrota dos cartagineses não garantiu a ocupação pacífica da Península Ibérica. Segundo Plutarco, os rendimentos provenientes de metais preciosos da Hispânia cobriam todas as despesas da guerra. Para além da exploração das minas de ouro e prata uma grande receita provinha dos tributos, impostos, resgates e saques que incluíam objectos de ouro e prata dos tesouros públicos.
A partir de 195 a.C., registaram-se choques com tribos de lusitanos, conflitos que se estenderiam até 138 a.C., denominados por alguns autores como guerra lusitana. A disputa foi mais acesa pelos territórios mais prósperos, especialmente na região da atual Andaluzia. Nestes confrontos destacou-se um grupo de lusitanos liderados por Viriato, chefe eleito por aclamação. Este grupo infligiu várias derrotas às tropas romanas na região da periferia andaluza, tornando-se um mito da resistência peninsular.
Em 150 a.C., o pretor Sérvio Galba estabeleceu um acordo de paz com os lusitanos, na condição de entregarem as armas. Aproveitando-se desta paz para os chacinar, fez lavrar ainda mais a revolta. Durante oito anos os romanos sofreram pesadas baixas, numa luta que levou ao assassínio de Viriato traído por três dos seus aliados pagos pelos romanos. Mas a luta não parou, e Roma enviou à Península o cônsul Décimo Júnio Bruto Galaico, que fortificou Olisipo, estabeleceu a base de operações em Méron próximo de Santarém, e marchou para o Norte, matando e destruindo tudo o que encontrou até à margem do rio Lima. Nem assim Roma conseguiu a submissão total e o domínio do norte da Lusitânia só foi conseguido muitos anos após a tomada de Numância, na Celtibéria que apoiava os castros de Noroeste.
No século I, consegue-se a Pax Augusta: a Hispânia é dividida em três províncias. Neste período o geógrafo Estrabão, e o historiador universal Trogo Pompeu dedicam-se a descrever os seus habitantes. Segundo Trogo:
«Os hispanos [de Hispânia] têm o corpo preparado para a abstinência e fadiga, e ânimo para a morte: uma dura e áustera sobriedade para todos. […] Em tantos séculos de guerra com Roma, não tiveram nenhum outro capitão a não ser Viriato, um homem de tal virtude e continência que, depois de vencer os exércitos consulares durante 10 anos, nunca quis distinguir-se no seu modo de vida de qualquer soldade raso».
Outro historiador romano, Tito Lívio (59 a.C.-17 d.C.), escreve também sobre o carácter do homem hispânico:
«Ágil, belicoso, inquieto. A Hispânia é distinta da Itálica, mais disposta para a guerra por causa do agreste terreno e do génio dos homens».
Lúcio Aneu Floro (entre os séculos I e II), um historiador amigo de Adriano, também teceu algumas considerações:
«A nação hispânica, ou a Hispânia Universa, não soube unir-se contra Roma. Defendida pelos Pirenéus e pelo mar, podia ter-se tornado inacessível. O seu povo foi sempre valoroso, mas muito mal hierarquizado» [i.e., apesar de cada tribo ou povoação dispor de um líder, não existia nenhuma forma de coordenação].
Ao iniciar-se a fase imperial romana, a Pax Augusta fez-se sentir na Península: a partir de 19 a.C., as legiões ocuparam a região norte peninsular, mais inóspita, ocupada por povos cântabros e ástures. Com esta ocupação, asseguravam-se as fronteiras naturais e pacificava-se essa região mais atrasada, de modo a que não constituísse ameaça para as populações do vale do rio Ebro e da chamada Meseta, já em plena fase de romanização.

## Divisão administrativa

A Lusitânia no tempo de Adriano r., mostrando as principais vias romanas, assentamentos de legionários e minas de ouro e prata (Au/Ag). Nomes e localidades "bárbaros" de acordo com a obra de Tácito (escrita)"

A Lusitânia estava densamente povoada especialmente a sul do Tejo, existindo nela diversas comunidades, tal como descrevem os geógrafos Estrabão, Pompónio, Plínio, o Velho  e Ptolomeu entre os séculos II a.C. e II d.C.
A província foi subdividida entre o império de Augusto e o de Cláudio em três conventos jurídicos, unidades territoriais presididas por cidades capitais com assento de tribunal e de assembleias conjuntas de romanos e indígenas (convento) que aconselhavam o governador na administração da justiça, entre outras possíveis atribuições:
- Convento Emeritense, com capital em Emerita Augusta (Mérida, Espanha);
- Convento Escalabitano, com capital em Escálabis Júlia (Santarém, Portugal);
- Convento Pacense, com capital em Pax Júlia (Beja, Portugal).

Os conventos presidiam um total de 46 povos, sendo 5 cidades de colonos romanos, entre as quais Pax Júlia (Beja), Escálabis (Santarém) e Olisipo (Lisboa), município de direito romano, e três que usufruíam o direito lácio - Ebora (Évora), Mírtilis (Mértola) e Salácia (Alcácer do Sal); finalmente 37 eram da classe estipendiária, entre as quais se destacam Emínio (Coimbra), Balsa (Tavira), Miróbriga (Santiago do Cacém). Algumas dessas comunidades encontram-se por localizar com precisão: Ossónoba (Faro?), Cetóbriga (Setúbal?), Colipo (Leiria?), Arábriga (Alenquer?).

## Principais cidades da Lusitânia romana

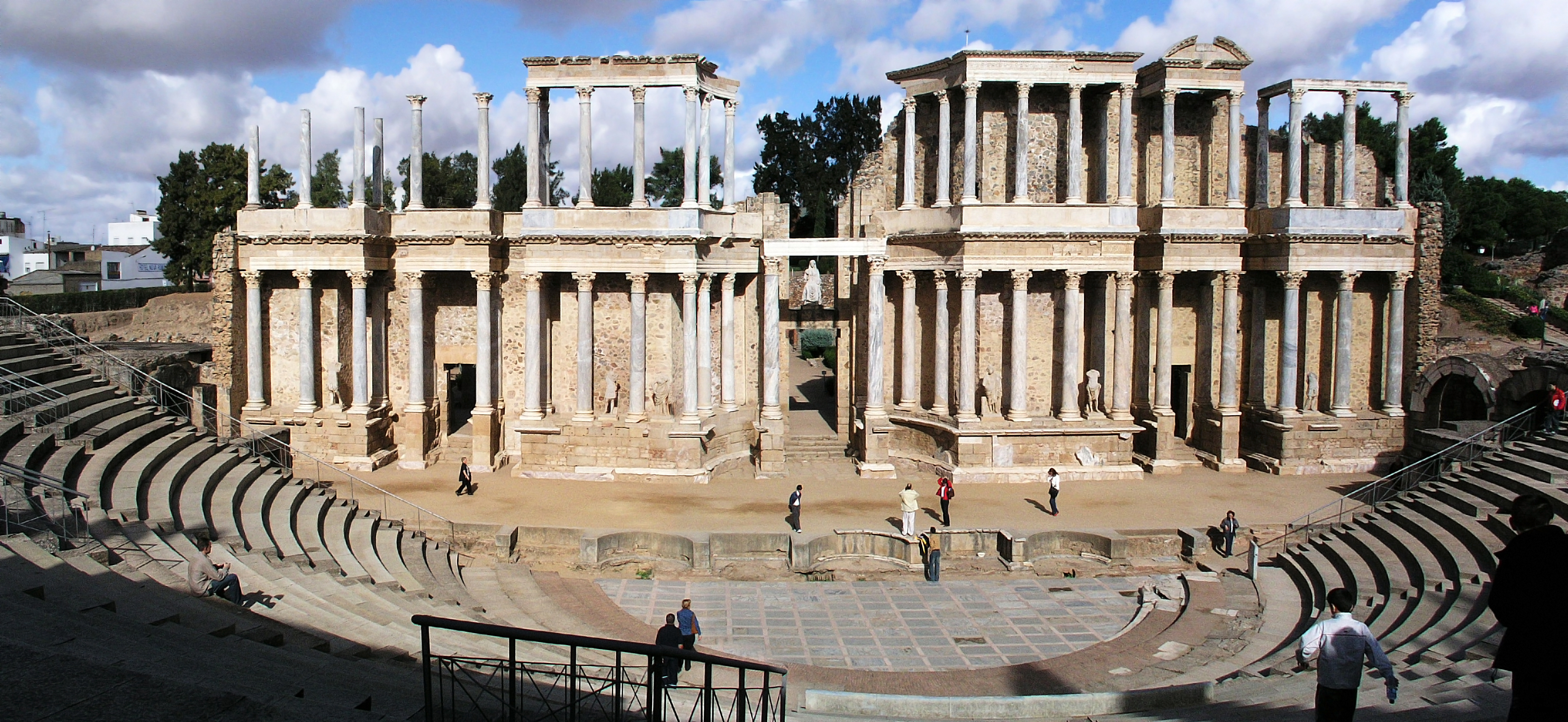
Teatro de Mérida, construído sob o cônsul Marco Vipsânio Agripa

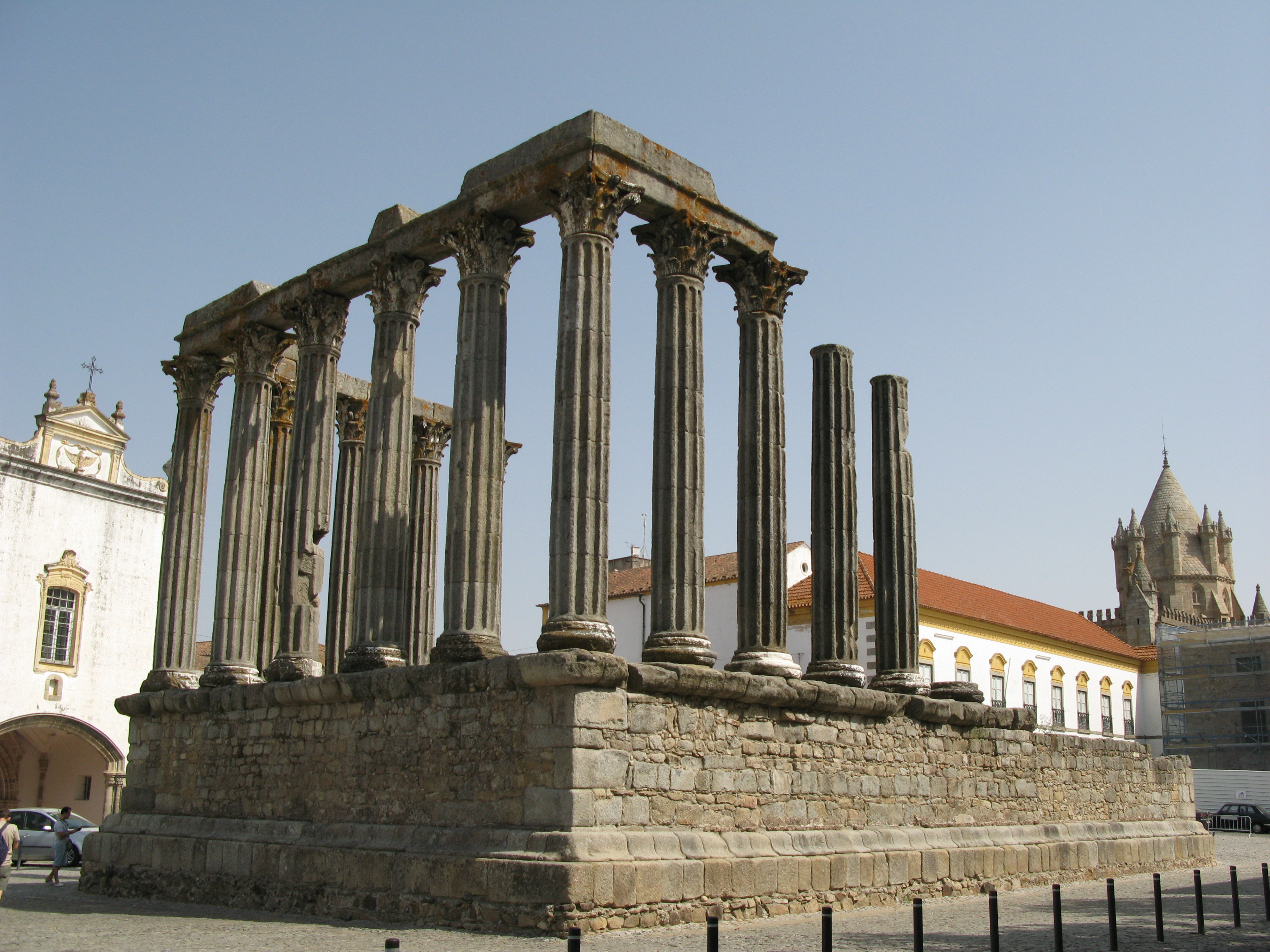
Templo romano de Évora,, Évora

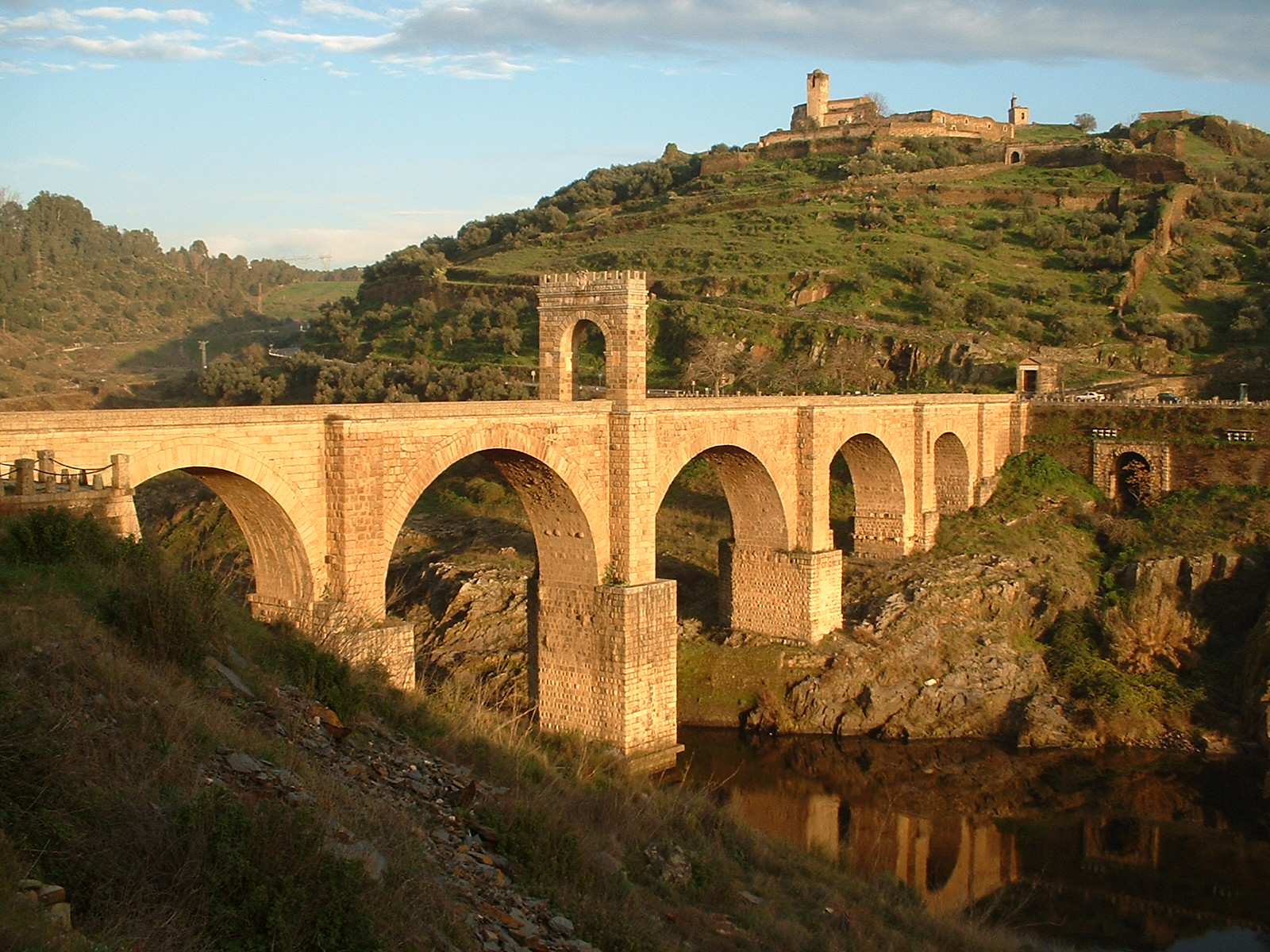
Ponte de Alcântara sobre o Tejo, sob o imperador Trajano, Estremadura espanhola

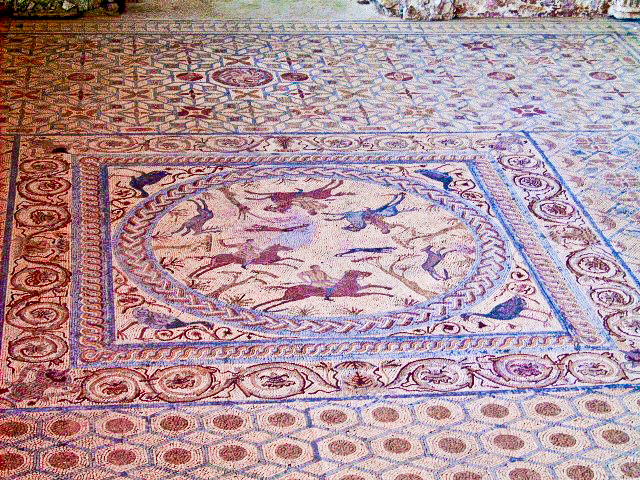
Pavimento de mosaico em Conímbriga, Portugal

### Emérita Augusta
Emérita Augusta, atual Mérida, foi fundada a 25 a.C. por Públio Carísio, representante de Octávio Augusto com a finalidade de estabelecer um posto intermédio para as legiões V Alaudas e X Gêmea. Emérita era um enclave estratégico na margem do rio Anas (Guadiana) que servia de eixo de comunicação entre a província Bética com as terras do noroeste peninsular e as do eixo meridional (Olisipo) edificada no território dos Vetões e que rapidamente se converteu numa das cidades mais importantes de Hispânia, tornando-se capital da Lusitânia. O Conjunto Arqueológico de Mérida, um dos principais e mais extensos conjuntos arqueológicos de Espanha, foi declarado Património Mundial em 1993 pela UNESCO.

### Pax Júlia
Nome da cidade de Beja, Portugal. Pensa-se que a povoação seria já muito antiga, talvez mesmo pré-histórica. A avaliar pelos achados arqueológicos do seu termo, Pax Júlia teria sido uma importante cidade durante a romanização do território. Foi baptizada com este nome para celebrar a pacificação da Lusitânia por Júlio César. Posteriormente o imperador Augusto denominou esta importante cidade Pax Augusta, prevalecendo no entanto a denominação inicial. Crê-se que a cidade foi fundada cerca de 400 a.C., pelos Celtas, e que os Cartagineses lá se estabeleceram durante algum tempo. As primeiras referências aparecem no século II a.C., em relatos de Políbio e de Ptolomeu. Foi sede de um convento pouco depois da sua fundação, teve direito itálico e albergou uma das quatro chancelarias da Lusitânia, criadas no tempo de Augusto. A sua importância é atestada pelo facto de por lá passar uma das vias romanas. Do período romano restam algumas inscrições, esculturas, cipos, objectos em cerâmica e vestígios de um aqueduto que passa perto da Igreja do Pé da Cruz. Da época romana, havia também templos, dedicados a Ísis, Serápis e Diana, legando este povo a estrutura urbanística traçada em grelha. O castelo foi originalmente edificado pelos Romanos, tendo sido alvo de frequentes reconstruções.

### Balsa
Importante cidade portuária a oeste de Tavira, Portugal. Datando do século I a.C., Balsa é citada como cidade do Império Romano por Pompónio Mela, Plínio, o Velho   e Ptolomeu. No seu apogeu, Balsa ocupou uma área de 45 hectares, seria uma cidade maior que Olisipo (actual Lisboa) ou Ossónoba (actual Faro), daí pode-se verificar que era uma das maiores cidades da Lusitânia. Balsa adquiriu autonomia municipal e chegou a cunhar moedas no início da colonização romana, em 73 ou 74 recebe o Direito Latino como outras cidades da Hispânia.

### Olisipo
Olisipo, nome latim da actual Lisboa, foi uma das maiores e mais importantes cidades da Lusitânia. Cerca 205 a.C. aliou-se aos Romanos, lutando os seus habitantes ao lado das Legiões. Os ataques dos povos lusitanos à cidade levam à construção de uma muralha em volta do núcleo urbano. Com a Pax romana, é absorvida no Império e recompensada pela atribuição da Cidadania Romana aos seus habitantes, um privilégio raríssimo na altura para os povos não italianos. Reconhecida com o título Felicidade Júlia (em latim: Felicitas Julia), beneficia do estatuto de município atribuído por Júlio César, juntamente com os territórios em redor, até uma distância de 50 quilómetros, e não paga impostos a Roma, ao contrário de quase todos os outros castros e povoados autóctones, conquistados. A cidade prospera com o comércio intenso com as províncias romanas do Reno e Britânia. Olisipo estava ligada por estradas às outras duas grandes cidades ocidentais da Hispânia, Bracara Augusta (Braga) e Emerita Augusta.

### Salácia
Segundo Plínio, o Velho, Salácia, actual Alcácer do Sal, era conhecida como " cidade imperial". Uma das mais antigas cidades da Europa, que terá sido fundada antes de 1 000 a.C. pelos fenícios, fornecia sal, peixe salgado, cavalos para exportação e alimentos para os barcos que comerciavam estanho com a Cornualha.

## Povos da Lusitânia romana
- Lusitanos
- Calaicos apenas durante a primeira divisão administrativa da Lusitânia.[16]
- Túrdulos
- Turdetanos
- Célticos
- Vetões
- Ástures apenas durante a primeira divisão administrativa da Lusitânia.[16]

## Economia da Lusitânia
Mineração

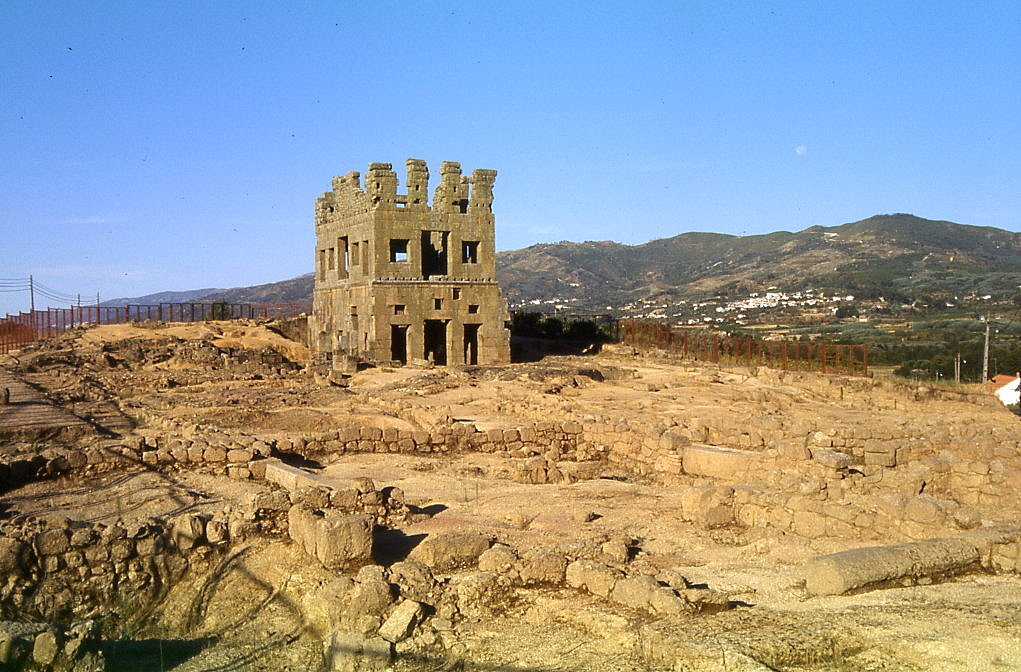
Torre romana de Centocelas, propriedade de um abastado negociante de estanho (metal abundante na Península Ibérica), Belmonte, Portugal

Na Lusitânia, desenvolveu-se sobretudo a actividade mineira, na qual a Península era particularmente rica. Todas as minas passaram a pertencer ao senado romano, sendo exploradas por escravos. Esta actividade era anterior aos romanos, que se sabe terem explorado com intensidade minas como Aljustrel (Vipasca), São Domingos e Riotinto, na Faixa Piritosa Ibérica que se estende até Sevilha, extraindo minérios de cobre, prata e ouro.
Agro-pecuária

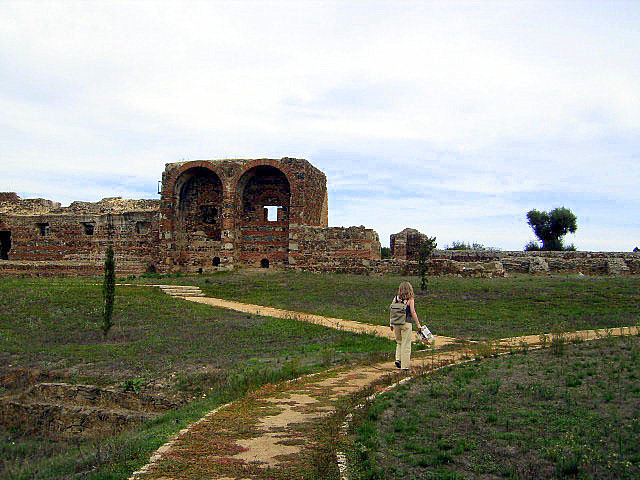
Villa romana de São Cucufate, próspera casa agrícola na Vidigueira, Portugal

A economia de subsistência das primitivas tribos foi substituída por grandes unidades de exploração agrícola em regime intensivo (as villae), produzindo azeite, cereais, vinho e pecuária. Esta actividade agro-pecuária localizava-se maioritariamente ao Sul do rio Tejo, sendo a terceira maior região produtora de cereais, a seguir à africana e às italianas. Ao mesmo tempo, o primitivo artesanato deu lugar a indústrias especializadas como a cerâmica, para fabrico de ânforas e outros recipientes que permitiam o armazenamento e o transporte dos produtos agrícolas ( azeite, vinhos, cereais, conservas, etc.).
Indústria pesqueira

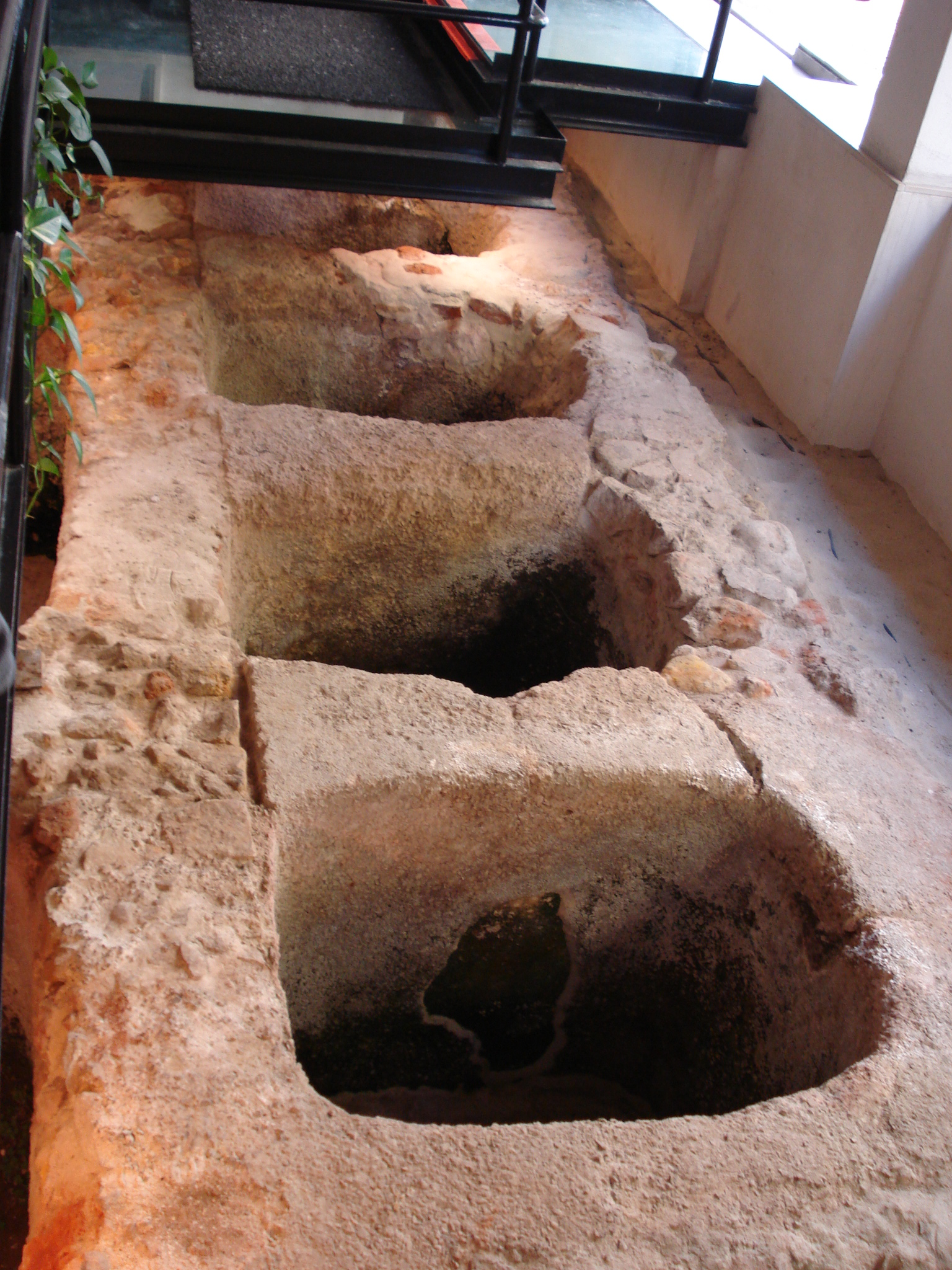
Cetárias de Fábrica romana de salga, Setúbal

Também houve desenvolvimento na atividade pesqueira, produzindo o valorizado garo que por sua vez demandava o desenvolvimento da extração de sal, das atividades de construção naval e ainda da indústria cerâmica, para o fabrico de ânforas. O garo ou liquamen era um condimento obtido a partir da maceração pelo sol de peixe, de preferência atum e cavala, exportado em ânforas para todo o império. O mais famoso era o fabricado em Cádis e o maior centro produtor de todo o Império Romano ficava em Troia, na região de Setúbal. A existência de numerosos vestígios de fábricas comprova o nítido crescimento desta indústria conserveira em Portugal. A maior concentração de vestígios de unidades de fabrico de garo localiza-se no litoral algarvio. Na região atlântica há a referir os restos descobertos no Alto de Martim Vaz (Póvoa de Varzim), na praia de Angeiras (Matosinhos) e no estuário do rio Sado, em Creiro, Rasca, Comenda, Ponta da Areia, Moinho Novo e Troia, constituindo um dos mais importantes centros conserveiros da Hispânia. As ruínas das fábricas achadas em território português são constituídas pelos tanques ou cetárias destinados à salga de peixe e à preparação de conservas.

### Governadores
- Júlio Saturnino
- Marco Sálvio Otão - Nomeado por Nero governador da Lusitânia em 58, permanecendo no cargo durante dez anos, Otão governou o Império Romano por cerca de três meses em 69.

## História posterior
O vínculo administrativo com Roma terminaria em 411 quando o imperador Honório, após um prolongado período de guerra civil, estabeleceu um pacto com os Alanos que lhes concedia a Lusitânia. Dois anos mais tarde, porém, seriam os visigodos que dominariam a Lusitânia a sul do Tejo, enquanto que a norte os Suevos continuavam com o seu reino, com capital em Braga.